# William Lee (juge)
Pour les articles homonymes, voir William Lee.
William Lee (2 août 1688 - 8 avril 1754) est un juriste et homme politique britannique.

## Biographie
Il est le deuxième fils de Thomas Lee (2e baronnet). Il s'inscrit au Wadham College d'Oxford en 1704, peu après son entrée dans le Middle Temple ; il n'obtient pas de diplôme, mais est admis au barreau en 1710. Député de Wycombe de 1727 à 1730, il cède le siège lorsqu'il devient juge du banc du roi.
Il est Lord juge en chef d'Angleterre et du pays de Galles du 8 juin 1737 à sa mort soudaine en 1754. Il est officiellement nommé Chancelier de l'Échiquier le 8 mars 1754, jour du décès de Henry Pelham, alors que son frère, George Lee (homme politique), est sous-trésorier de l'échiquier, jusqu'au 6 avril, à sa propre mort.
Lord Campbell note que Lee « a certainement défendu les droits de la femme avec plus de vigueur que n'importe quel juge anglais, avant ou depuis son époque ».